# Giannina Lattanzio
Giannina María Lattanzio Flores (Milano, 19 maggio 1993) è una calciatrice ecuadoriana, attaccante del Bulè Bellinzago e della nazionale ecuadoriana.

## Carriera

### Nazionale
Selezionata dalla Federcalcio ecuadoriana (FEF) per rappresentare il proprio paese al Mondiale di Canada 2015, viene inserita in rosa dal tecnico Vanessa Arauz e impiegata solamente nel prima partita del gruppo C della fase a gironi, l'8 giugno 2015, rilevando Ámbar Torres al 54' nell'incontro perso per 6-0 con le avversarie del Camerun. Condivide con le compagne il percorso della sua nazionale che si rivela estremamente ostico per la squadra, dove l'Ecuador viene prima pesantemente battuto dalla Svizzera per 10-1 chiudendo poi il girone con una inaspettata sconfitta di misura con le campionesse del mondo in carica del Giappone, risultato che ne sancisce l'eliminazione dal suo primo torneo mondiale.

## Palmarès
- Campionato ecuadoriano femminile: 1

Rocafuerte: 2013-2014